# Forsthaus

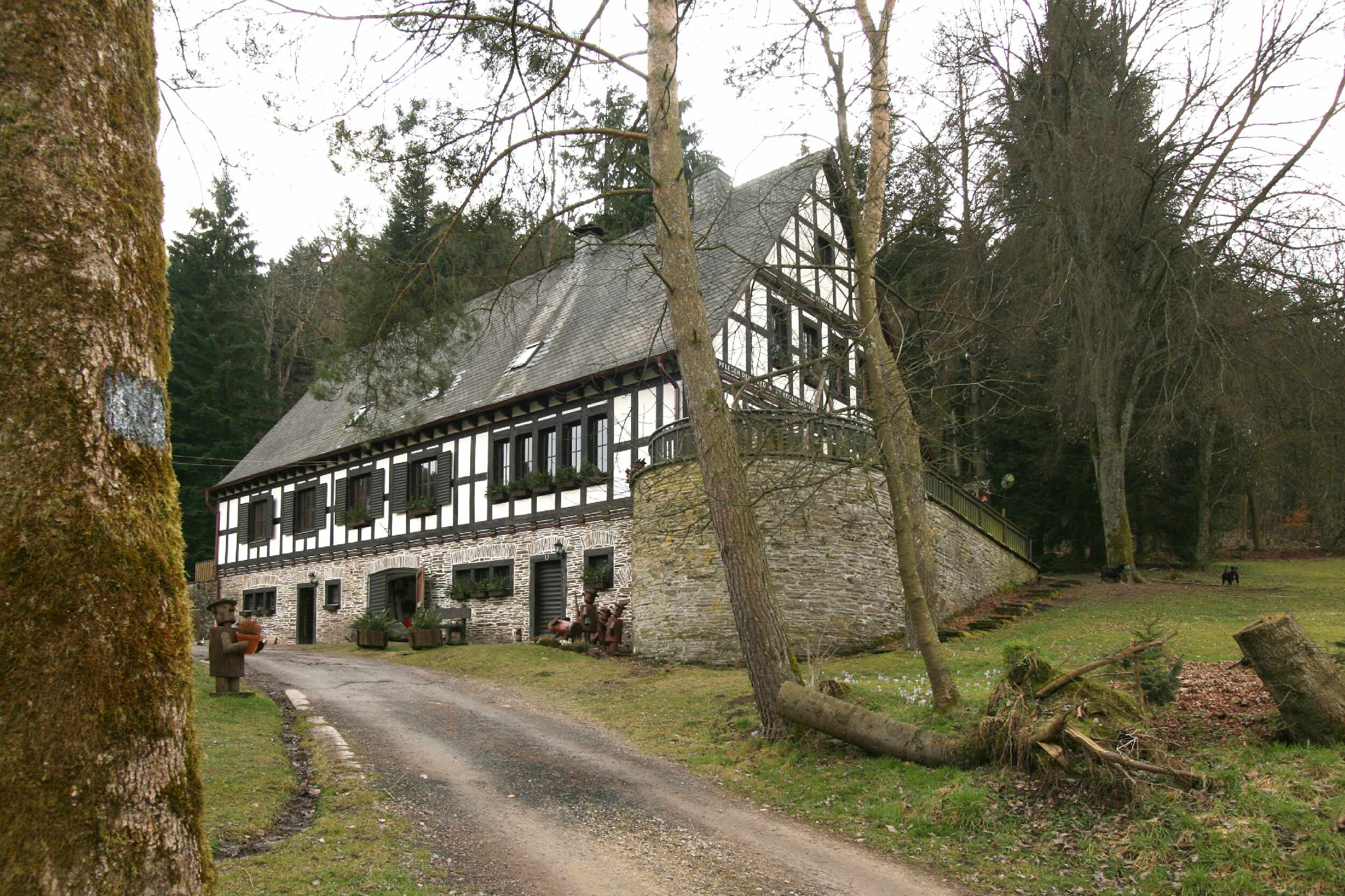
Forsthaus Dahm bei Attendorn

Ein Forsthaus, Försterhaus, oder Forsthütte (auch Forsthof) ist ein Dienstsitz eines Försters, des Leiters einer Försterei.

## Geschichte
Holzfällerhütten sind wohl so alt wie die Forstwirtschaft selbst. Anfangs meist temporäre Unterstände für Rodungen, entwickelten sie sich in Europa besonders im Hochmittelalter, als man für Bergbau oder Salzgewinnung in immer weiter abgelegene Waldgebiete zur Brennholzgewinnung vordringt, um die langen Anmarschwege zu vermeiden. Die Forstarbeiter konnten so wochenlang in einem Schlägerungsgebiet bleiben. Mit der Entwicklung eines Forstrechtes entwickelte sich der Beruf des Försters, und damit auch das Forsthaus als Dienststelle, bis hin zu größeren Forstgütern.
Üblicherweise sind Forsthäuser feste, gemauerte Baulichkeiten, oft ständig besetzt, etwa als Forstverwaltungen, häufig auch in oder in der Nähe von Ansiedlungen, während Forsthütten mehr oder minder gut ausgebaute einfachere Unterstände und Übernachtungsmöglichkeiten in den abgelegeneren Regionen eines Reviers sind. Verbreitet gehören zu einem größeren Revier ein Forsthaus und mehrere oder zahlreiche Forsthütten, bis heute auch nur temporär während der Schlägerungsarbeiten (etwa als Baucontainer). Durch die Erschließung mit Forststraßen haben Forsthäuser in Mitteleuropa seit der zweiten Hälfte des 20. Jahrhunderts an Bedeutung verloren, in den großen Waldgebieten des Nordens sind sie zum Teil noch in Gebrauch. Bei kombinierten Standorten für Jagd- und Forstbelange (allgemeine Waldaufsicht) spricht man auch von Hegerhaus.

## Architektur
Zusammen mit den Jagdhäusern/-hütten und den Almen und anderen Transhumanz-Stationen sowie den Bergsteigerhütten gehören die Forsthäuser und -hütten zu den wichtigsten Siedlungsformen des nicht dauernd besiedelten Raumes, wie großen Waldgebieten oder des Berglands, sofern sie nicht in Ortschaften liegen.
Forsthäuser haben stets eine besondere Architektur, die einerseits dazu dient, es möglichst gut in die Landschaft einzupassen, und andererseits es als solches zu erkennen. Deshalb steht es häufig an einer exponierten Stelle. Als Zeichen ist oft über dem Eingang oder im Giebel ein Geweih angebracht.
Gelegentlich haben Forsthäuser auch einen wehrhaften Charakter. Beispielsweise wurde das Forsthaus Schießhaus von 1812 im Solling mit einer Schutzmauer mit Schießscharten umgeben.